# Гейб Аул
Габриель Аул (англ. — «Gabriel J. Aul»), известный как Гейб Аул — корпоративный вице-президент (CVP) Windows & Devices Group (WDG), команды инженерных систем в Microsoft. Он был назначен вице-президентом (VP) 31 июля 2015 года, после запуска Windows 10 29 июля 2015 года. Он вел программу предварительной оценки Windows (Windows Insider Program) до 1 июля 2016 года, когда его сменила Дона Саркар

## Биография

### Первые дни
6 класс был определяющим временем в жизни Аула. Произошло три события. Аул наткнулся на журнал под названием Byte, который был популярным компьютерным журналом с проблемами цифрового искусства. Аул всегда очень интересовался искусством, рисовал и красил постоянно. Идея, что Аул мог использовать компьютер, чтобы делать искусство, заинтриговало его. Кроме того, его школа получала мало компьютеров Apple II GS и предлагала курс программирования. Курс был о том, как создать 3D объекты, используя программу, связывающую его с интересом к цифровому искусству. Наконец, в день своего рождения, Аул получил компьютер Commodore 64. Вначале Аул разочаровался, но потом понял, что он может играть в игры на нем и пробовать некоторое программирование дома.
Для проверки он использовал журналы Byte из школьной библиотеки, потому что каждый выпуск сопровождался набором небольших программ, которые он мог бы сделать самостоятельно в Basic. Как подросток, Аул собрал домашний ПК за счет денег, которые он мог заработать на мытье посуды, затем в хобби-магазин большую часть средней школы.
Аул был в основном просто заинтересованным мастером, и большинство обновлений касались игр. Аул узнал, что большинство программ цифрового искусства были ему недоступны в финансовом отношении. Когда Аул окончил среднюю школу, он собирался пойти в школу искусств, чтобы заняться проектированием транспортного дизайна (Аул — автолюбитель), но не мог себе это позволить. Аул заявил: «Хотя я мог претендовать на помощь школы, расходы на проживание просто сделали это невозможным. Поэтому я решил, что мне нужно бросить хобби-магазин, чтобы получить более высокооплачиваемую работу, пойти в вечернюю школу и сэкономить деньги, чтобы я мог пойти в художественную школу через 2-3 года».

### Ранняя карьера
Аул начал работу в магазине под названием Egghead Software. Аул сказал: «Мне нравилось разговаривать с большинством людей, я много знал о компьютерах и больше узнал о TON, но действительно здорово, что Egghead разрешила сотрудникам „проверять“ программы и забирать их домой, чтобы узнать их (Они хотели, чтобы продавцы были экспертами)».
Аул научился программировать Borland C ++ во время работы. После того как прошло уже 2 года, Аулу не удалось сэкономить много денег, и он начал чувствовать, что его мечта о художественной школе мертва. Постоянный клиент Аула сказал: «Гейб, вы должны подать заявку на работу в Microsoft, вам это понравится». В то время Аулу было 19 лет, и ему предложили работу в день его 20-летия.

### Карьерные достижения
Аул запустил команду Microsoft Security Response для Internet Explorer в 1996 году, когда мир начал осознавать риски вирусов и вредоносного ПО. Аул много узнал о безопасности, а также о том, как создать команду, которая была бы сосредоточена на быстром реагировании и управлении проблемами. Позже Аул был частью команды, которая запустила группу Microsoft по устойчивому проектированию в Windows, ответственной за доставку исправлений и пакетов обновления для клиентов.
Аул возглавлял усилия по созданию первых в мире систем телеметрии для продуктов Microsoft. До этого времени Microsoft не имела представления о том, сколько проблем возникло в клиентских системах, она также не могла их отладить. Аул возглавил часть команды, создав технологии, позволяющие загружать данные о сбоях, зависаниях и других ошибках (Windows Error Reporting), а также анонимную систему сбора данных Microsoft для использования данных (Программа улучшения качества ПО). Аул получил несколько инженерных наград, патенты и опубликовал документ, основанный на их работе.
После Windows Vista Аул запустил команду по управлению программами, работающими над производительностью Windows с Майклом Фортином, возглавлявшим команду разработчиков. Аул и его команда потратили 3 года на то, чтобы превратить «самую большую, самую медленную версию Windows в быструю версию Windows 7», — Первый выпуск Windows, который использовал меньше ресурсов (память, процессор, диск), чем его предшественник.
Аул был назначен директором и расширил свою команду, включив в неё надежность и безопасность, а для Windows 8 они превзошли Windows 7 по этим параметрам. Это делает её наиболее эффективной, надежной и безопасной версией Windows.
Для Windows 10 Аул работал над ещё более расширенной командой (добавив Data Science к другой своей «Основополагающей роли») и смог возглавить усилия по включению Flighting и Feedback в стратегию Microsoft «Windows как сервис». Как часть этого, Аул запустил Windows Insider Program и стал «лицом» усилий на некоторое время. Аул говорил: «это одно из самых приятных и забавных вещей, которые я когда-либо делал на работе».
Габриэль отказался от своей роли в Windows Insider Program 1 июня 2016 года, сославшись на то, что он не мог «на 100 %» совмещать и Программу инсайдеров, и свою другую работу в команде инженерных систем

## Патенты
1. Метод и система для загрузки обновлений для установки программного обеспечения (англ. — «Method and system for downloading updates for software installation») — Подача заявки: 16 сентября 1999 | Патент выдан: 10 декабря 2002[2]
2. Метод и система для платформы обратной связи (англ. — «Method and system for an incidental feedback platform») — Подача заявки: 22 апреля 2005 | Патент выдан : 24 июня 2008[3]
3. Эмуляция устройства для облегчения передачи данных (англ. — «Device emulation to facilitate data transfer») — Подача заявки: 9 марта 2006 | Патент выдан :10 января 2012[4]